# Ángela Osorio
Ángela María Osorio Rojas (Medellín, 1980) es una cineasta colombiana, reconocida por dirigir y escribir la película de 2016 Siembra.

## Biografía
Osorio nació en la ciudad de Medellín en 1980. Cursó Comunicación Social en la Universidad del Valle. En 2002 creó el laureado vídeo experimental Serie inmóviles, ganador de varios premios internacionales como una mención de honor en el Festival Alucine de Canadá y el premio a mejor vídeo en Vidarte 2002 en México, entre otros. Acto seguido se vinculó con el canal Señal Colombia en roles de investigación y producción para programas de televisión documentales como Voces de familia, Dilemas y Esto te interesa. Junto a Santiago Lozano dirigió otros documentales como Calígula y Un nombre para desplazado (ambos de 2003), Viaje de tambores (2005) y Retrato de un tiempo de hongos (2014).
En 2016 estrenó su ópera prima, el largometraje Siembra, en la que relata la historia de un pescador desplazado por la violencia que desea profundamente regresar a su tierra. La cinta ganó varios premios internacionales y participó en importantes eventos como el Festival de Cine de Locarno, el Festival Internacional de Cine de Estocolmo y el FICCI, entre otros.

## Filmografía
- 2003 - Calígula (documental, codirigido con Santiago Lozano)
- 2003 - Un nombre para desplazado (documental, codirigido con Santiago Lozano)
- 2005 - Viaje de tambores (documental, codirigido con Santiago Lozano)
- 2014 - Retrato de un tiempo de hongos (documental, codirigido con Santiago Lozano)
- 2016 - Siembra (largometraje, codirigido con Santiago Lozano)